# Genetski kod
Genetski kod oz. genski kod je skupek pravil, po katerih žive celice informacije, zapisane v genetskem materialu (zaporedja DNK in mRNK), prevajajo v zaporedje aminokislin, ki gradijo beljakovine. Nukleinske kisline so zgrajene iz zaporedja nukleotidov, ki se razlikujejo po vsebovani dušikovi bazi. Pri DNK so to adenin, gvanin, timin in citozin, pri RNK pa namesto timina nastopa uracil. Kombinacija treh zaporednih baz, ki ji pravimo kodon, se s pomočjo prevajalnega sistema v ribosomih prevede v eno aminokislino.

## RNK kodoni
| nepolaren | polaren | bazičen | kisel | (stop-kodon) |

|         |   | 2. baza                                         |                                         |                                                                   |                                         |
| U       | C | A                                               | G                                       |                                                                   |                                         |
| 1. baza | U | UUU (Phe/F) fenilalanin UUC (Phe/F) fenilalanin | UCU (Ser/S) serin UCC (Ser/S) serin     | UAU (Tyr/Y) tirozin UAC (Tyr/Y) tirozin                           | UGU (Cys/C) cistein UGC (Cys/C) cistein |
| 1. baza | U | UUA (Leu/L) levcin                              | UCA (Ser/S) serin                       | UAA »okra« (stop)                                                 | UGA »opal« (stop)                       |
| 1. baza | U | UUG (Leu/L) levcin                              | UCG (Ser/S) serin                       | UAG »jantar« (stop)                                               | UGG (Trp/W) triptofan                   |
| 1. baza | C | CUU (Leu/L) levcin CUC (Leu/L) levcin           | CCU (Pro/P) prolin CCC (Pro/P) prolin   | CAU (His/H) histidin CAC (His/H) histidin                         | CGU (Arg/R) arginin CGC (Arg/R) arginin |
| 1. baza | C | CUA (Leu/L) levcin CUG (Leu/L) levcin           | CCA (Pro/P) prolin CCG (Pro/P) prolin   | CAA (Gln/Q) glutamin CAG (Gln/Q) glutamin                         | CGA (Arg/R) arginin CGG (Arg/R) arginin |
| 1. baza | A | AUU (Ile/I) izolevcin AUC (Ile/I) izolevcin     | ACU (Thr/T) treonin ACC (Thr/T) treonin | AAU (Asn/N) asparagin AAC (Asn/N) asparagin                       | AGU (Ser/S) serin AGC (Ser/S) serin     |
| 1. baza | A | AUA (Ile/I) izolevcin                           | ACA (Thr/T) treonin                     | AAA (Lys/K) lizin                                                 | AGA (Arg/R) arginin                     |
| 1. baza | A | AUG[A] (Met/M) metionin                         | ACG (Thr/T) treonin                     | AAG (Lys/K) lizin                                                 | AGG (Arg/R) arginin                     |
| 1. baza | G | GUU (Val/V) valin GUC (Val/V) valin             | GCU (Ala/A) alanin GCC (Ala/A) alanin   | GAU (Asp/D) asparaginska kislina GAC (Asp/D) asparaginska kislina | GGU (Gly/G) glicin GGC (Gly/G) glicin   |
| 1. baza | G | GUA (Val/V) valin GUG (Val/V) valin             | GCA (Ala/A) alanin GCG (Ala/A) alanin   | GAA (Glu/E) glutaminska kislina GAG (Glu/E) glutaminska kislina   | GGA (Gly/G) glicin GGG (Gly/G) glicin   |

A  Kodon AUG kodira za metionin kot tudi služi kot mesto začetka prevajanja; na prvem zaporedju AUG v kodirajoči regiji mRNK se prevajanje prične, nadaljnja pa se prevedejo v metionin..
| Ala/A | GCU, GCC, GCA, GCG           | Leu/L | UUA, UUG, CUU, CUC, CUA, CUG |
| Arg/R | CGU, CGC, CGA, CGG, AGA, AGG | Lys/K | AAA, AAG                     |
| Asn/N | AAU, AAC                     | Met/M | AUG                          |
| Asp/D | GAU, GAC                     | Phe/F | UUU, UUC                     |
| Cys/C | UGU, UGC                     | Pro/P | CCU, CCC, CCA, CCG           |
| Gln/Q | CAA, CAG                     | Ser/S | UCU, UCC, UCA, UCG, AGU, AGC |
| Glu/E | GAA, GAG                     | Thr/T | ACU, ACC, ACA, ACG           |
| Gly/G | GGU, GGC, GGA, GGG           | Trp/W | UGG                          |
| His/H | CAU, CAC                     | Tyr/Y | UAU, UAC                     |
| Ile/I | AUU, AUC, AUA                | Val/V | GUU, GUC, GUA, GUG           |
| START | AUG                          | STOP  | UAA, UGA, UAG                |

Kodoni v nukleinskih kislinah niso fizično ločeni med seboj, zato je pomembno, kje se prevajanje začne. Za primer, zaporedje GGGAAACCC se lahko bere na tri različne načine – če prevajalni sistem začne z branjem pri prvem gvaninu, je zaporedje kodonov GGG AAA CCC, torej glicin - lizin - prolin. Če prične pri drugem, je zaporedje GGA AAC, torej lizin - asparagin, če pri tretjem pa GAA ACC, torej glutaminska kislina - treonin. Pravimo, da za vsako zaporedje obstajajo trije različni bralni okvirji. Po katerem bralnem okvirju se bo dogajalo prevajanje, določa t. i. začetni oz. start-kodon. Translacijski aparat nato prevaja zaporedje nukleotidnih baz v zaporedje aminokislin, dokler ne naleti na zaključni oz. stop-kodon, kjer se prevajanje konča.
Iz preglednice sta razvidni še dve lastnosti genskega koda: nedvoumnost in redundanca. Sistem je nedvoumen, ker se isto zaporedje nikoli ne prevede v dve ali več različnih aminokislin in redundančen, ker lahko isto aminokislino kodira več različnih zaporedij. Drugo lastnost imenujemo tudi z izrazom degeneriranost genetskega koda. Za primer, kodona GUU in GUC oba kodirata valin, noben od njiju pa ne katere druge aminokisline. Degeneriranost v praksi pomeni, da lahko pride do zamenjave kakšne od baz (točkovne mutacije), ne da bi to imelo vpliv na nastajajočo beljakovino. Takšni mutaciji pravimo »tiha«. Edina aminokislina, ki jo kodira samo en kodon, je metionin. AUG, ki ga kodira, je hkrati začetni kodon. Lahko pride tudi do mutacije, ki spremeni bralni okvir (npr. točkasta delecija). Takšna mutacija skoraj gotovo povzroči okvarjeno beljakovino.
Velika večina genov v živem svetu je kodirana po natanko enakih pravilih, zato včasih označujejo ta genetski kod kot »kanoničen«. V resnici obstaja nekaj različic, npr. v človeških mitohondrijih, kandidah itd. Razlikam navkljub pa so si vsi genetski kodi močno podobni med seboj in mehanizem kodiranja je pri vseh enak.

## Odkritje
Kmalu po odkritju zgradbe DNK je George Gamow objavil predpostavko, da mora biti koda za kodiranje aminokislin sestavljena iz treh znakov. Pri zaporedju štirih različnih baz je namreč 3 najmanjše število ponovitev, ki da s permutacijami več kot 20 kombinacij, kot je aminokislin, ki gradijo beljakovine. Leta 1961 sta Francis Crick in Sydney Brenner dokazala, da je temu res tako. Uporabila sta proflavin, ki se vriva med baze v nukleinski kislini in s tem povzroči premik bralnega okvirja za prevajanje. Le kadar so bile v zaporedje vrinjene natanko tri molekule proflavina je bila nastala beljakovina spet funkcionalna.
Istega leta sta Marshall Nirenberg in Heinrich J. Matthaei razvozlala prvi kodon. Uporabila sta izolirano zaporedje RNK, sestavljeno iz samih uracilov (UUUUUU...) in ugotovila, da je polipeptid, ki nastane, zgrajen samo iz fenilalanina. S kombinacijami baz sta Nirenberg in Philip Leder razvozlala še nadaljnjih 53 od 64 kodonov. Z delom je nadaljeval Har Gobind Khorana, ki je razvozlal preostale. Za to odkritje so Nirenberg, Matthaei in Khorana leta 1968 prejeli Nobelovo nagrado za fiziologijo ali medicino.